# Granollers de Rocacorba
Granollers de Rocacorba – miejscowość w Hiszpanii, w Katalonii, w prowincji Girona, w comarce Gironès, w gminie Sant Martí de Llémena.
Według danych INE z 2009 roku miejscowość zamieszkiwały 62 osoby.